# جاك بيسون (ملحن)
جاك بيسون (بالإنجليزية: Jack Beeson)‏ هو ملحن أمريكي، ولد في 15 يوليو 1921 في مونسي في الولايات المتحدة، وتوفي في 6 يونيو 2010 في نيويورك في الولايات المتحدة.

## وصلات خارجية
- جاك بيسون على موقع IMDb (الإنجليزية)
- جاك بيسون على موقع ميوزك برينز (الإنجليزية)
- جاك بيسون على موقع ديسكوغز (الإنجليزية)